# زينب سليماني
زينب سُليماني (بالفارسية: زینب سلیمانی) هي إحدى بنات القائد العسكري الإيراني قاسم سُليماني، الذي تولَّى قيادة فيلق القدس بين سنتيّ 1998 و2020م حين مقتله. درست العُلُوم السياسيَّة في جامعة شهيد بهشتي، وكانت صلة الوصل بين والدها وعائلات العسكريين الإيرانيين الذين قُتلوا خلال حرب الخليج الأولى وحُرُوب إيران وتدخُّلاتها في المشرق العربي. سافرت إلى العراق وسورية ولُبنان عدَّة مرَّاتٍ رفقة والدها.

## الحياة الشخصيَّة
وُلدت زينب سُليماني في طهران سنة 1990م، وهي أصغر أولاد قاسم سُليماني. تزوَّجت بعد فترةٍ قصيرةٍ من مقتل والدها من رضا صفيّ الدين، نجل هاشم صفيّ الدين، أحد أبرز قادة حزب الله في لُبنان. أُعلن هذا الزواج أوَّل مرَّةٍ على موقع إنستغرام من طرف شقيقة عماد مغنيَّة.
هاجمت سُليماني المُمثلة صبا كمالي هُجُومًا لاذعًا على إنستغرام، بعد أن كتبت الأخيرة على صفحتها أنَّ الشَّابَّة «سحر خُداياري»، التي أحرقت نفسها سنة 2019م احتجاجًا على منع دُخُول النساء الملاعب الرياضيَّة، مظلومة أكثر من الحسين بن علي نفسه، وقد أدَّى هذا الهُجُوم إلى إغلاق حساب سُليماني على الموقع المذكور.

## النشاط السياسي
ظهرت زينب سُليماني عدَّة مرَّات في وسائل الإعلام الإيرانيَّة حينما تطرَّقت لمسيرة والدها ومقتله. وهي الوحيدة من ذُريَّة قاسم سُليماني التي ظهرت علنًا على شاشة التلفاز خلال حياة والدها، منها مرَّة سنة 2015م حينما استضافتها إحدى البرامج إلى جانب فاطمة بنت عماد مغنيَّة.
كانت سُليماني إحدى النساء القليلات اللاتي صعدن المنبر قبل خطبة الجُمُعة، خاطبةً بالمُصلِّين في طهران. كما تحدَّثت خلال جنازة والدها مُحذِّرة الولايات المُتَّحدة وإسرائيل من مغبَّة اغتيال أبيها، وبعد أُسبوعين من مقتله خطبت في كرمان شاهرةً مُسدسًا، قائلةً أنَّ «آلاف الأُلُوف من السُليمانيين جاهزين للزحف على البيت الأبيض».

### مؤسسة قاسم سُليماني
أنشأت سُليماني المُؤسسة المذكورة، الشهيرة بـ«مدرسة الحاج قاسم» (بالفارسية: مکتب حاج قاسم)، بُعيد اغتيال والدها بهدف حفظ أعماله ونشرها. خُصِّص لهذه المُؤسسة 8.5 مليارات تومان في ميزانيَّة سنة 1400هـ. ش، ممَّا أثار انتقادات الجُمُهور، فعادت سُليماني لتنشُر بعد وقتٍ قصيرٍ من هذا أنَّها لم تطلب أي دعمٍ حكوميٍّ من الدولة الإيرانيَّة.
أضاف مجلس الشورى الإسلامي بندًا إلى نص القانون يُمكِّن الحُكُومة الإيرانيَّة من تمويل هذه المُؤسَّسة، وذلك أثناء مُراجعته موازنة سنة 2019م، فصارت ميزانيَّتها تُحتسب من جُملة ميزانيَّة الحرس الثوري، وبلغ أوَّلها عشرة مليارات تومان.